# When Love Finds You
When Love Finds You ist das siebte Studioalbum des US-amerikanischen Country-Musikers Vince Gill. Es wurde am 7. Juni 1994 unter dem Label MCA Nashville veröffentlicht.

## Titelliste
1. Whenever You Come Around (Vince Gill, Pete Wasner) – 4:19
2. You Better Think Twice (V. Gill, Reed Nielsen) – 3:47
3. Real Lady’s Man (V. Gill, Carl Jackson) – 3:34
4. What the Cowgirls Do (V. Gill, Nielsen) – 3:06
5. When Love Finds You (V. Gill, Michael Omartian) – 4:05
6. If There’s Anything I Can Do (V. Gill, John Jarvis) – 3:48
7. South Side of Dixie (V. Gill, Delbert McClinton) – 4:15
8. Maybe Tonight (V. Gill, Janis Gill) – 4:51
9. Which Bridge to Cross (Bill Anderson, V. Gill) – 4:17
10. If I Had My Way (V. Gill, Amy Grant) – 3:55
11. Go Rest High on That Mountain (V. Gill) – 5:15

## Titelliste (Europäische Version)
1. Whenever You Come Around (V. Gill, Pete Wasner) – 4:19
2. You Better Think Twice (V. Gill, Reed Nielsen) – 3:47
3. Real Lady’s Man (V. Gill, Carl Jackson) – 3:34
4. What the Cowgirls Do (V. Gill, Nielsen) – 3:06
5. When Love Finds You (V. Gill, Michael Omartian) – 4:05
6. If There’s Anything I Can Do (V. Gill, John Jarvis) – 3:48
7. South Side of Dixie (V. Gill, Delbert McClinton) – 4:15
8. Maybe Tonight (V. Gill, Janis Gill) – 4:51
9. Which Bridge to Cross (Which Bridge to Burn) (Bill Anderson, V. Gill) – 4:17
10. If I Had My Way (V. Gill, Amy Grant) – 3:55
11. Go Rest High on That Mountain (V. Gill) – 5:15
12. Ain’t Nothing Like the Real Thing (mit Gladys Knight) (Valerie Simpson, Nickolas Ashford) – 3:53
13. I Cant Tell You Why (Timothy B. Schmit, Don Henley, Glenn Frey) – 4:04

## Rezeption
Allmusic-Kritiker Thom Jurek befürchtete zunächst, dass Gill mit dem Album zum Schnulzensänger werden könnte. Er habe aber mit dem Album bewiesen, dass er Countrymusik und Balladen gut kombinieren könne. Er vergab drei von fünf möglichen Bewertungseinheiten für das Album. Chris Dickinson von Chicago Tribune vergab zwei von vier Sternen. Richard Cromelin von der Los Angeles Times vergab drei von vier Sternen. Die Zeitschrift Q vergab drei von fünf Punkten für das Werk. Alanna Nash vergab in ihrer Kritik für Entertainment Weekly die Note „B+“.
Das Album belegte Platz sechs der Billboard 200 und blieb 112 Wochen in den Charts. In Kanada positionierte sich When Love Finds You auf Rang 18 der RPM-Charts. Das Album erreichte Platz zwei in den US-amerikanischen und kanadischen Country-Alben-Charts. Die Singleauskopplung Whenever You Come Around erreichte Platz 72 der Billboard Hot 100 und Platz zwei in den amerikanischen und kanadischen Country-Singles-Charts. Die Auskopplung What the Cowgirls Do erreichte Platz eins der kanadischen Country-Charts und Rang zwei in den USA. Die weiteren vier Singles aus dem Album erreichten folgende Plätze in den USA und Kanada: When Love Finds You (#3, #5), Which Bridge to Cross (Which Bridge to Burn) (#4, #3), You Better Think Twice (#2, #2) und Go Rest High on That Mountain (#14, #7).
1995 erhielt Vince Gill einen Grammy in der Kategorie „Bester Country-Song“ für When Love Finds You und ein Jahr später den Grammy in der Kategorie „Beste Männliche Gesangsdarbietung Country“ für Go Rest High on That Mountain. Das Album wurde in den USA und Kanada mehrfach mit Platin zertifiziert und verkaufte sich mehr als 4,2 Millionen Mal.

## Auszeichnungen für Musikverkäufe
| Land/Region               | Auszeichnungen für Musikverkäufe (Land/Region, Auszeichnung, Verkäufe) | Verkäufe  |
| ------------------------- | ---------------------------------------------------------------------- | --------- |
| Kanada (MC)               | 2× Platin                                                              | 200.000   |
| Vereinigte Staaten (RIAA) | 4× Platin                                                              | 4.000.000 |
| Insgesamt                 | 6× Platin ·                                                            | 4.200.000 |